# Wheathill
Wheathill – wieś i civil parish w Anglii, w hrabstwie Shropshire, w dystrykcie (unitary authority) Shropshire. W 2011 roku civil parish liczyła 229 mieszkańców. W obszar civil parish wchodzi także Egerton. Wheathill jest wspomniana w Domesday Book (1086) jako Waltham.